# Собковка (Новосанжарский район)
Собковка (укр. Собківка) — село,
Кунцевский сельский совет,
Новосанжарский район,
Полтавская область,
Украина.
Код КОАТУУ — 5323482206. Население по переписи 2001 года составляло 42 человека.

## Географическое положение
Село Собковка находится в 3-х км от левого берега реки Ворскла,
на расстоянии в 1 км от села Маньковка.
Местность вокруг села сильно заболочена, к селу примыкает лесной массив (сосна).
Рядом проходит железная дорога, станция Собковка.